# Дикий цветок (фильм, 1943)
«Дикий цветок» (исп. Flor silvestre) — мексиканский фильм, снятый Эмилио Фернандесом в 1943 году, в котором главные роли исполнили Долорес дель Рио и Педро Армендарис. Это первый фильм, в котором снималась Долорес после перерыва в карьере и возвращения из Голливуда, где она была звездой немого кино. Фильм является классикой так называемого «золотого века мексиканского кино». Фильм занимает 30-е место в списке 100 лучших мексиканских фильмов, опубликованном в журнале «Somos» в июле 1994 года.

## История создания
Для истории мексиканского кино 1943 год может считаться одним из самых значимых. Именно тогда Эмилио Фернандес, один из столпов мексиканского кино, начинает свою успешную режиссёрскую работу. До этого Фернандес снял два фильма «Остров страсти» (1941) и «Я — настоящий мексиканец» (1942). Однако он хотел снимать более качественные фильмы, как с точки зрения технического оборудования, так и с точки зрения актёрской игры.
Начиная с 1942 года Агустин Финк, президент мексиканской кинокомпании «Films Mundiales», вел переговоры с Долорес дель Рио, которая покинула Голливуд и думала обосноваться в Мексике. Финк видел предыдущие работы Фернандеса и решил предложить ему работу с лучшим материалом. Результат ошеломил Финка, он не ожидал, что фильм будет настолько успешен, а сотрудничество Эмилио Фернандеса, сценариста Маурисио Магданело, оператора Габриэля Фигуэроа, а также актрисы Долорес дель Рио и актёра Педро Армендариса впоследствии подарит мексиканцам ещё несколько фильмов, горячо принятых публикой: «Мария Канделария» (1944), «Брошенные» (1945), «Бугамбилья» (1945), «Жемчужина» (1947), «Нелюбимая» (1949).
«Дикий цветок» является визитной карточкой режиссёра, а также одним из лучших мексиканских фильмов.

## Сюжет
В маленькой деревушке в центральной Мексике в начале 20 века Хосе Луис, сын помещика Дона Франсиско тайно вступает в брак с Эсперансой, красивой и скромной крестьянкой. Ошеломлённый свадьбой и переходом сына на сторону революционеров, Дон Франсиско лишает Хосе Луиса наследства и выгоняет его из дома. После победы Мексиканской революции, пара живёт счастливо, до тех пор пока Эсперанса и их маленький сын не был похищен парой лжереволюционеров, с которыми Хосе Луису придётся сразиться.

## В ролях
- Долорес дель Рио — Эсперанса
- Педро Армендарас — Хосе Луис Кастро
- Эмилио Фернандес — Рохелио Торрес
- Мигель Анхель Феррис — дон Франсиско
- Армандо Сото Ла Марина — Рейнальдо
- Агустин Исунса — Никанор
- Эдуардо Аросамена — Мельчор
- Мими Дерба — донья Клара
- Маргарита Кортес — сестра Хосе Луиса
- Мануэль Донде — Урсуло Торрес
- Хосе Элиас Морено — полковник Панфило Родригес
- Луча Рейес[исп.]
- Трио Калаверас
- Педро Галиндо — Педро
- Карлос Рикельме
- Тито Новаро — сын Эсперансы
- Эмилия Гую